# Florida Complex League
La Florida Complex League, anciennement Gulf Coast League, est une ligue mineure de baseball basée en Floride. Créée en 1964, elle est classée au niveau Recrue (Rk), soit quatre niveaux en dessous de la Ligue majeure de baseball. Chaque équipe est affiliée avec une franchise de Ligue majeure, permettant le développement de joueurs avant leur arrivée au plus haut niveau.

## Équipes actuelles et stades
| Division | Franchise          | Ville             | État    | Stade (capacité)                         | Affilié à (depuis)              |
| -------- | ------------------ | ----------------- | ------- | ---------------------------------------- | ------------------------------- |
| East     | FCL Astros         | West Palm Beach   | Floride | The Ballpark of the Palm Beaches (6 500) | Astros de Houston (2009)        |
| East     | FCL Cardinals      | Jupiter           | Floride | Roger Dean Stadium (7 200)               | Cardinals de Saint-Louis (2007) |
| East     | FCL Marlins        | Jupiter           | Floride | Roger Dean Stadium (7 200)               | Marlins de Miami (1992)         |
| East     | FCL Mets           | Port Sainte-Lucie | Floride | Clover Park (7 160)                      | Mets de New York (2013)         |
| East     | FCL Nationals      | West Palm Beach   | Floride | The Ballpark of the Palm Beaches (6 500) | Nationals de Washington (2005)  |
| North    | FCL Blue Jays      | Dunedin           | Floride | Englebert Complex (7 500)                | Blue Jays de Toronto (2007)     |
| North    | FCL Phillies       | Clearwater        | Floride | Carpenter Complex (500)                  | Phillies de Philadelphie (1984) |
| North    | FCL Tigers East    | Lakeland          | Floride | Joker Marchant Stadium (8 500)           | Tigers de Détroit (1995)        |
| North    | FCL Tigers West    | Lakeland          | Floride | Joker Marchant Stadium (8 500)           | Tigers de Détroit (1995)        |
| North    | FCL Yankees        | Tampa             | Floride | George M. Steinbrenner Field (11 500)    | Yankees de New York (1980)      |
| South    | FCL Braves         | North Port        | Floride | CoolToday Park (9 500)                   | Braves d'Atlanta (1976)         |
| South    | FCL Orioles Black  | Sarasota          | Floride | Ed Smith Stadium (8 340)                 | Orioles de Baltimore (2007)     |
| South    | FCL Orioles Orange | Sarasota          | Floride | Ed Smith Stadium (8 340)                 | Orioles de Baltimore (2007)     |
| South    | FCL Pirates Black  | Bradenton         | Floride | Pirate City (7 500)                      | Pirates de Pittsburgh (1968)    |
| South    | FCL Pirates Gold   | Bradenton         | Floride | Pirate City (7 500)                      | Pirates de Pittsburgh (1968)    |
| South    | FCL Rays           | Port Charlotte    | Floride | Charlotte Sports Park (7 000)            | Rays de Tampa Bay (2009)        |
| South    | FCL Red Sox        | Fort Myers        | Floride | JetBlue Park (8 000)                     | Red Sox de Boston (1989)        |
| South    | FCL Twins          | Fort Myers        | Floride | Hammond Stadium (7 500)                  | Twins du Minnesota (1989)       |